# Сьюол, Самнер
Самнер Сьюол (англ. Sumner Sewall) — американский политик-республиканец, 58-й губернатор штата Мэн. Лётчик-ас Первой мировой войны.

## Молодость и война
Самнер родился в Бате, Мэн. Сразу же после окончания в 1917 году Гарвардского университета был отправлен на Западный фронт Первой мировой войны. В феврале-августе 1917 водил автомобиль скорой помощи, а после перевёлся в ВВС. Уже к декабрю на его счету было 7 сбитых самолётов. В феврале 1918 года прошёл обучение и был переведён в 95-е авиаподразделение США, дислоцированное в Исудёне.
С 3 июня по 18 сентября 1918 одержал ещё пять побед. Тогда же вместе с ним воевали будущие генералы Джеймс Ноулз и Эдвард Кёртис. 4 и 5 ноября сбил два немецких дирижабля соответственно. Однажды даже на аэродром 95-го авиаподразделения по ошибке сел немецкий самолёт, пилотируемый Хайнцем фон Болье-Марконнеем. Самнер первым его заметил и поставил на «мушку», но это потом ему никак не учли.
В 1920-х годах руководил сначала Colonial Air Transport, а потом United Airlines.

## Политическая карьера
В 1933 году Самнер был избран в муниципальный совет Бата, а следующем году уже в Палату представителей Мэна. В 1936 занял кресло в Сенате Мэна, где в 1938—1940 был председателем. В 1940 выставил свою кандидатуру на губернаторских выборах, и победил. Как результат его правительства можно отметить то, что была установлена минимальная оплата труда для учителей в штате.
После ухода с должности Самнер в течение года возглавлял American Overseas Airlines. B 1946—1947 работал военным губернатором Вюртемберг-Бадена, находившегося в американской зоне оккупации Германии. В 1948 собирался баллотироваться в федеральный Сенат, но выбыл ещё на праймериз. На этом его политическая карьера закончилась.
В 1960-х годах был президентом Национального банка Бата.
26 января 1965 года Самнер Сьюол умер.

## Семья
В 1929 Сьюол женился на Хелен Эванс. У них родилось два сына, Дэвид и Ник, и дочь Александрия.
Дед Сьюола, Артур Сьюол, был кандидатом от демократической партии на пост вице-президента в 1896 году.